# Sindrome di Crouzon
La sindrome di Crouzon è una malattia genetica che si manifesta principalmente sul viso: rappresenta la sindrome più comune del gruppo delle craniofaciostenosi. Ha origine in seguito a una fusione prematura delle suture superiori e posteriori della maxilla attorno alle pareti delle orbite, con conseguente iposviluppo del terzo medio della faccia e proptosi. A livello del cavo orale si riscontrano ipoplasia mascellare, affollamento a carico dell'arcata superiore, palato ogivale e prognatismo mandibolare relativo. La diagnosi della sindrome di Crouzon viene posta sia tramite una valutazione del fenotipo clinico del paziente sia mediante analisi del DNA con reazione a catena delle polimerasi (Polymerase Chain Reaction, PCR). Il trattamento è prevalentemente chirurgico. L'intervento ortodontico elettivo è effettuato al momento della maturazione scheletrica precoce.

## Storia
La sindrome porta il nome di colui che per primo ha descritto un caso clinico, il medico francese Octave Crouzon, che osservando i genitori del paziente comprese la sua natura genetica. La sindrome ha preso nel corso dei tempi vari nomi prima di giungere a quello definitivo. Ancora oggi non è chiaro se esistono diversi tipi simili di sindrome o si tratta sempre della stessa.

## Eziologia
La causa è una mutazione genetica; il gene responsabile è stato comprovato essere il FGFR2 (recettore del fattore di crescita del fibroblasto 2).

## Clinica
Si mostrano ipertelorismo, esoftalmo, ipoplasia facciale, sindattilia.

## Trattamento
Il trattamento è solo di tipo chirurgico; in seguito all'operazione una semplice sinusite costituisce fattore di rischio anche grave per malattie come la meningite.

## Epidemiologia
Si stima che i casi di sindrome di Crouzon siano 1,6 ogni 100 000 persone; è la più comune causa di craniostenosi.